# Улица Дружбы (Ижевск)
У́лица Дру́жбы — улица в Привокзальном районе Ленинского административного района города Ижевск. Проходит на юг от Областной улицы вдоль железнодорожной линии. Нумерация домов — с севера на юг, от Областной улицы.

## История
Улица образовалась в середине XX века в связи со строительством на юге города нового железнодорожного вокзала. Первоначально не имела собственного имени и называлась по станции — Ижевск-1.
В 1949 году при бурении на улице скважины для хозяйственных нужд был случайно обнаружен источник минеральной воды. Выяснилось, что вода обладает лечебными свойствами, поэтому к 1953 году на месте обнаружения источника был построен Ижевский завод минеральных вод.
В августе 1952 года был сдан в эксплуатацию новый железнодорожный вокзал станции Ижевск-1.
25 ноября 1957 года улица получила современное название — улица Дружбы.
В 1971 году построено здание пригородного вокзала.

## Расположение
Улица Дружбы находится на юге Ижевска, в Ленинском административном районе города, в жилом районе Привокзальный. Расположена между улицей Гагарина и железнодорожной линией (улицей Пойма).
Начинается у перекрёстка улиц Областной, Гагарина и Голублева. Проходит от перекрёстка на юг, сначала вдоль Балезинского направления Горьковской железной дороги, а после пересечения путепровода — вдоль железнодорожных путей станции Ижевск. Жилая застройка заканчивается в районе промплощадки дирекции по обслуживанию пассажиров Ижевского региона ГЖД.
С западной стороны к улице примыкает привокзальная площадь.

## Примечательные здания и сооружения
- № 6 — Ижевское отделение Горьковского территориального отдела Управления Роспотребнадзора по железнодорожному транспорту
- № 7 — детский сад № 105
- № 15 — завод минеральных вод «Серебряные ключи»
- № 16 — железнодорожный вокзал города Ижевск
- № 16а — пригородный пассажирский терминал станции Ижевск
- № 18 — Ижевский магистрально-сортировочный центр «Почты России», отделение почтовой связи № 28

## Транспорт
Добраться до улицы можно следующим транспортом:
- трамвай № , , ,;
- автобус № 21, 22, 25, 36, 319, 327, 357;
- маршрутное такси № 49, 71;
- электричкой до станции Ижевск.